# Bảo tàng nghệ thuật Ho-Am
Bảo tàng nghệ thuật Ho-Am (Tiếng Hàn: 호암미술관) là bảo tàng nghệ thuật ở Yongin, tỉnh Gyeonggi, Hàn Quốc, xấp xỉ 40 km phía nam Seoul.
Nó lưu giữ một số bức tranh truyền thống Hàn Quốc.
Bảo tàng được xây dựng vào năm 1982 bởi Samsung và đặt tên theo cựu chủ tịch của họ, Lee Byung-chull. Ho-Am bút danh của ông có nghĩa là lấp đầy không gian bằng nước sạch như một cái hồ, và không thể lay chuyển nó như một tảng đá lớn. Nó nằm trong công viên giải trí Everland. Bảo tàng bao gồm một khu vườn truyền thống Hàn Quốc được tái tạo, được biết đến như Khu vường Hee Won.

## Liên kết
- Trang chủ của bảo tàng